# Pachycheles attaragos
Pachycheles attaragos is een tienpotigensoort uit de familie van de Porcellanidae. De wetenschappelijke naam van de soort is voor het eerst geldig gepubliceerd in 1997 door Harvey & de Santo.